# Remalda Kergytė

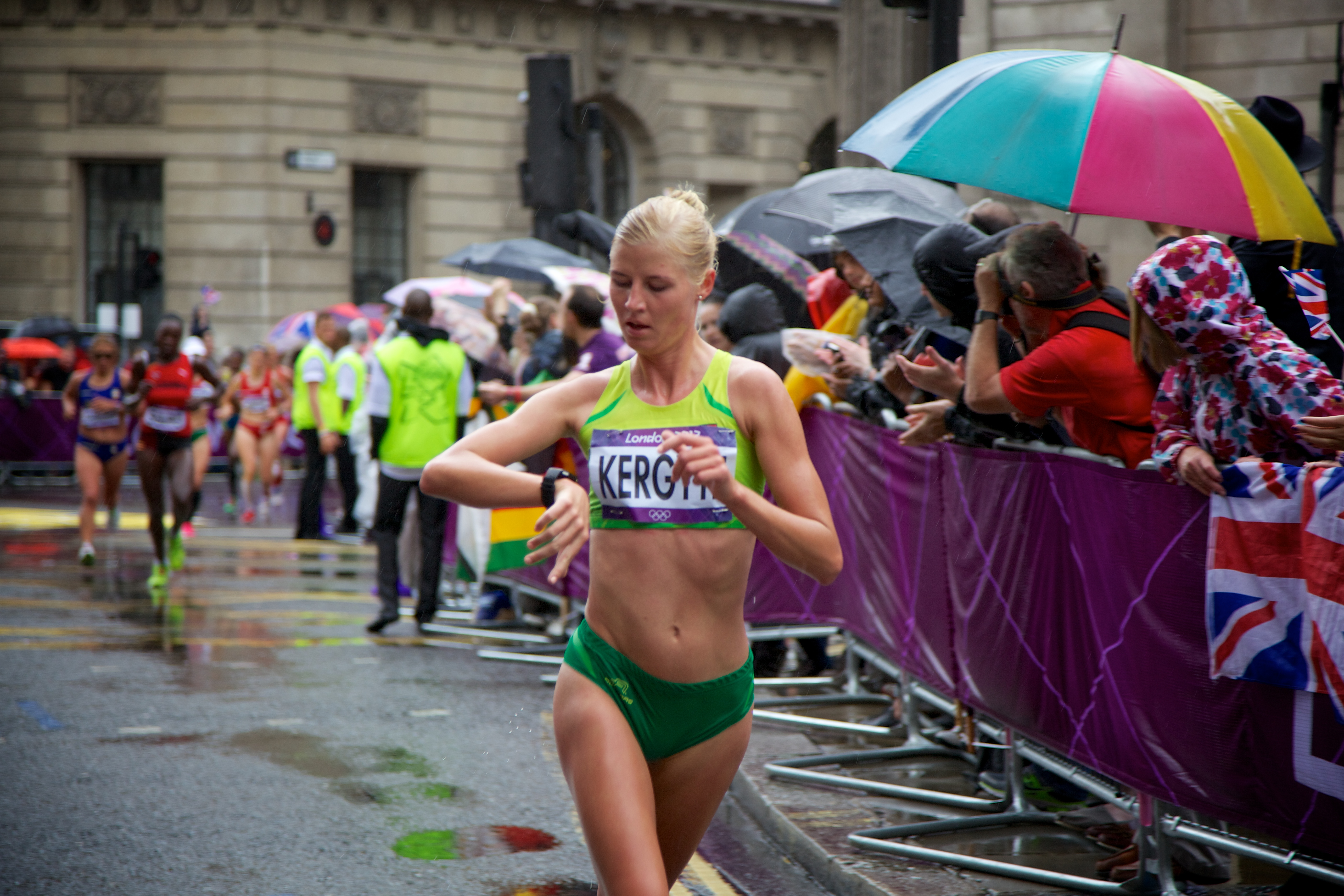
Kergytė bei den Olympischen Sommerspielen 2012

Remalda Kergytė (* 25. August 1985 in Telšiai, Litauische SSR, UdSSR) ist eine litauische Marathon- und Halbmarathonläuferin.
Beim Vilnius-Marathon 2007 wurde sie Erste. Bei den litauischen Meisterschaften 2008 gewann sie Silber und 2009 Bronze. Ebenfalls 2009 bei den Leichtathletik-Weltmeisterschaften wurde sie nur 52. Bei den Leichtathletik-Europameisterschaften 2010 belegte sie Rang 34.
Ihre Bestzeit im Marathonlauf beträgt 2:38:48 h, die sie am 19. Oktober 2008 in Dresden lief.
Sie wohnt in Šiauliai.